# William Yerazunis
William (Bill) S. Yerazunis arbeitet bei den Mitsubishi Electric Research Laboratories – MERL – in Nordamerika. Er hat wesentlichen Anteil an der Entwicklung von Spamfiltern gehabt. Bereits sein erster Algorithmus zeigte 2003 eine Identifizierungswahrscheinlichkeit von 99,915 %.
Er hat bisher an verschiedenen Arbeitsgebieten mitgewirkt:
- Optik
- Signalverarbeitung (für General Electric)
- Künstliche Intelligenz (für DECs OPS5, XCON und RuleWorks)
- Radioastronomie und SETI (an der Harvard-Universität)
- Transplantationsimmunologie (für das Amerikanische Rote Kreuz)
- Statistische Echtzeit-Kategorisierung von Texten mittels CRM114-Descriminator-Spamfilter

Er hält 26 US-Patente.